# Längelmävesi
Le lac Längelmävesi (finnois : Längelmävesi) est un lac situé à Kangasala et Orivesi en Finlande.

## Présentation
Le lac a une superficie de 133 kilomètres carrés. Il mesure 29 kilomètres de long et 22 kilomètres de large,.
À son extrémité sud-ouest,  se trouve le Villansanselkä, qui se trouve au sud de la seututie 325.
Le lac compte 731 îles dont la superficie totale est de 868 hectares, ce qui représente environ 6,1% de la superficie totale du lac. 
Parmi les îles, Eräsalo (99 ha) est la plus grande et Lehtinensaari (58 ha) la deuxième. 
Parmi les autres îles, 94 font plus d'un hectare, 617 font plus d'un acre et les 18 autres font moins d'un acre. Les îles remarquables incluent Heikinsaari, Pullosaari, Koivusaari et Mäntysaari autour d'Isosaari, les grandes Eskolansaari et Mäntysaari à Isoniemenselkä et les îles Korkeasaari, Ristisaari et Nänsaari adjacentes au chenal, Koivusaari, Palalonensa.